# Палестинська національна адміністрація
23°43′0″ пн. ш. 44°7′0″ сх. д. / 23.71667° пн. ш. 44.11667° сх. д.
Палестинська національна адміністрація, ПНА (араб. السلطة الوطنية الفلسطينية; ас-Су́льта аль-Ватані́я аль-Філастині́я; івр. הרשות הפלסטינית, Палестинська адміністрація) — назва керівних органів, створених для врядування територіями Сектора Гази та частиною територій Західного берега річки Йордан.

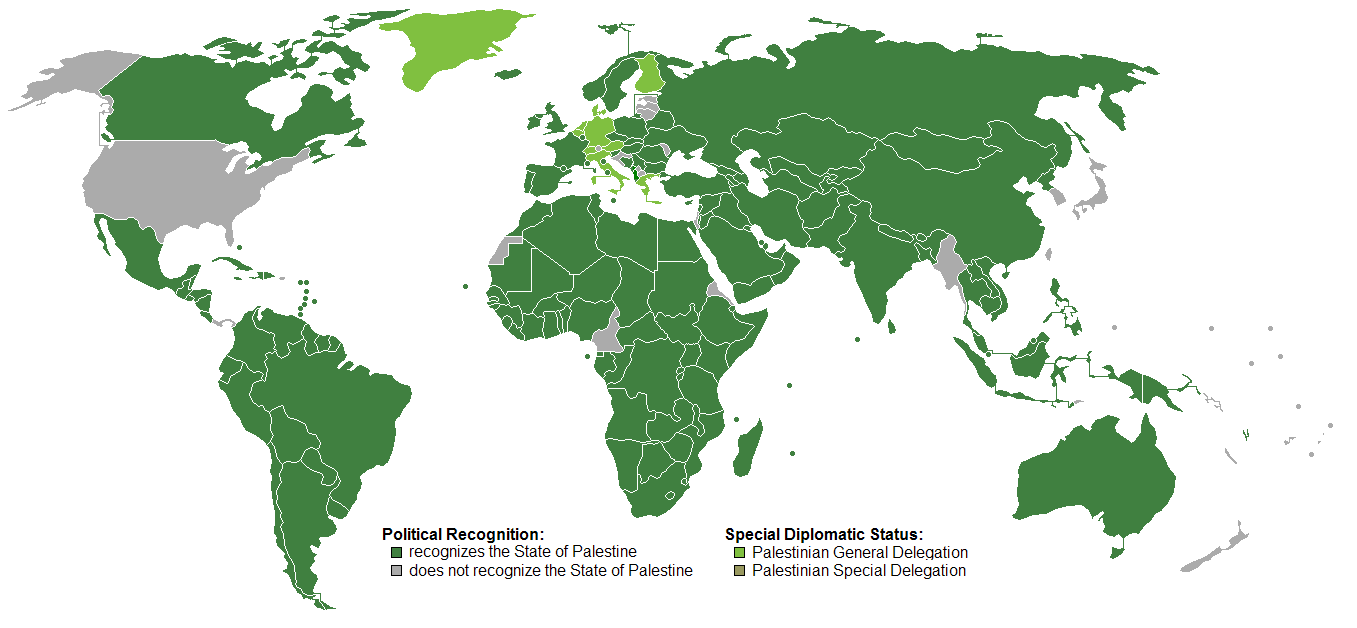
Визнання Палестини у світі

Палестинська національна адміністрація створена в 1994 році відповідно до базових угод між Ізраїлем та Організацією визволення Палестини, підписаними 13 вересня 1993 року в Осло. 30 листопада 2012 року Генеральна Асамблея ООН проголосувала за Резолюцію 67/19, у якій надала представникам Палестини статус держави-спостерігача в ООН. Палестина стала 194-ю державою у цій організації.

## Визнання незалежності
Станом на 2010 рік незалежність держави Палестина в кордонах 1967 року (тобто до ізраїльської окупації) визнали вже понад 100 країн світу.

## Адміністративний поділ
Палестинська держава складається з 16 провінцій (араб. محافظة — мухафаза, мн. — мухафазат): 11 на Західному березі річки Йордан і 5 в Секторі Гази. Сектор Гази де-факто перебуває під управлінням радикального руху ХАМАС.

### Західний берег
| Провінції           | Населення | Площа(км2) |
| ------------------- | --------- | ---------- |
| Джанін              | 256,212   | 583        |
| Тубас               | 48,771    | 372        |
| Тулькарм            | 158,213   | 239        |
| Наблус              | 321,493   | 592        |
| Калькілія           | 91,046    | 164        |
| Сальфіт             | 59,464    | 191        |
| Рамалла та ель-Біра | 278,018   | 844        |
| Єрихон              | 41,724    | 608        |
| Єрусалим            | 362,521   | 344        |
| Вифлеєм             | 176,515   | 644        |
| Хеврон              | 551,129   | 1,060      |
| Разом               | 2,345,107 | 5,671      |

### Сектор Гази
| Провінція      | Населення | Площа(км2) |
| -------------- | --------- | ---------- |
| Північна Газа  | 270,245   | 61         |
| Газа           | 496,410   | 70         |
| Дейр ель-Балах | 205,534   | 56         |
| Хан-Юніс       | 270,979   | 108        |
| Рафах          | 173,371   | 65         |
| Разом          | 1,416,539 | 360        |

## Виноски
1. ↑  Palestinian Authority (PA) Стаття в енциклопедії Британіка. .
2. ↑  UN vote recognizes state of Palestine; US objects — Yahoo! News (англ.)
3. ↑  UN general assembly recognises Palestinian state — as it happened | World news | guardian.co.uk (англ.)
4. ↑  UN Recognizes 'Palestine' — Global Agenda — News — Israel National News (англ.)
5. ↑  Status of Palestine in the United Nations  A/67/L.28-A/RES/67/19 of 26 November 2012. Unispal.un.org. Архів оригіналу за 6 грудня 2012. Процитовано 1 грудня 2012.
6. ↑  Голос Аргентини на захист Палестини. Ще одна країна Латинської Америки пішла на конфронтацію з Ізраїлем Україна молода, 9 грудня 2010, стор. 5, автор: Олександр Шиманський
7. 1 2 3 4 5 6  Палестинські території: адміністративні одиниці (англ.). GeoHive. Архів оригіналу за 14 липня 2014. Процитовано 24 Жовтня 2012.